# Azriel Lévy
Pour les articles homonymes, voir Lévy.
Azriel Lévy, né en 1934 à Haïfa, est un mathématicien israélien, logicien et professeur émérite à l'université hébraïque de Jérusalem.
Il a obtenu son doctorat à l'université hébraïque de Jérusalem en 1958 sous la supervision d'Abraham Fraenkel et Abraham Robinson.  On lui doit de nombreux travaux en théorie des ensembles. Il a par exemple introduit le modèle intérieur L[A] des constructibles relativement à une classe A, qui étend l'univers L des constructibles dû à Gödel, voir Kanamori (2006).

## Publications
- (en) A hierarchy of formulas in set theory, Memoirs of the American Mathematical Society, 57, 1965.
- (en) avec J. D. Halpern, The Boolean prime ideal theorem does not imply the axiom of choice, in Dana Scott (ed.), Axiomatic Set Theory, Symposia Pure Math., 1971, 83–134.
- (en) Basic Set Theory, Springer-Verlag, Berlin, 1979, 391 pages.  Reprinted by Dover Publications, 2003.